# Conversion forcée
Pour les articles homonymes, voir Conversion.
Une conversion forcée est l'adoption d'une religion différente, réalisée sous contrainte ou de manière subtile. L'obligation à une religion et l'interdiction de toute religion sont de même ordre. Il s'agit d'une forme de persécution religieuse.
Une conversion forcée peut concerner une personne ou un groupe, voire un peuple entier. La contrainte peut être exercée par une personne, un groupe politique ou religieux, ou encore un État.
Les personnes converties de force (à une religion ou une autre religion) embrassent pleinement leurs nouvelles convictions, ou au contraire poursuivent secrètement la pratique de leurs rites prétendument abandonnés et conservent leur foi intacte, tout en se conduisant comme de véritables convertis.

## Conversion forcée dans le judaïsme
La religion juive n'étant pas prosélyte, l'historiographie ne relève que quelques cas de conversion forcée au judaïsme à travers l'Histoire. Le relevé ci-dessous n'est pas exhaustif.

### En Idumée
Pour se conformer aux instructions du Deutéronome, les Iduméens sont convertis de force, ce qui figure la première mention d'une conversion forcée au judaïsme. Ces conversions ont lieu sous les Hasmonéens au IIe siècle av. J.-C. où les Iduméens en Judée sont contraints de se convertir au judaïsme, sous la menace de l'exil ou de la mort, selon la source (Flavius Josèphe, Judah Aristobulus Ier, Strabon ou Ptolémée l'Historien). 
La majorité des historiens parlent de conversions forcées, d'autres les disent volontaires ou graduelles, ou selon les villes conquises. Le théologien Harold W. Attridge considère « qu'il ne s'agissait pas de cas isolés mais que la conversion forcée était une politique nationale, cela ressort clairement du fait qu'Alexandre Jannaeus (vers 80 avant J.C.) a démoli la ville [[[Paganisme|païenne]]] de Pella du royaume de Moab [dans l'actuelle Jordanie] parce que les habitants ne voulaient pas adopter la coutume nationale des Juifs », selon Josèphe,. L'historien Maurice Sartre considère que pour les Hasmonéens, la « politique de judaïsation forcée adoptée par [les rois] Jean Hyrcan Ier, Aristobule Ier et Alexandre Jannaeus » offrait « aux peuples conquis le choix entre l'expulsion ou la conversion ». Le professeur William Horbury (en) écrit que « la preuve est mieux expliquée en postulant qu'une petite population juive existant en Basse Galilée a été massivement élargie par la conversion forcée vers 104 avant J.-C. de ses voisins païens dans le nord ».

### À Himyar
En 2009, la BBC défend l'affirmation selon laquelle, en 524 apr. J.-C., la tribu juive yéménite de Himyar, dirigée par le roi Yüsuf Dhü Nuwas (un converti considéré par les Juifs comme un renégat ou comme un usurpateur par l'archéologue Alessandro de Maigret (it)), voulait se venger de la persécution de ses coreligionnaires dans les territoires chrétiens et avait offert aux résidents chrétiens d'un village (aujourd'hui en Arabie saoudite) le choix entre la conversion au judaïsme ou la mort. 20 000 chrétiens avaient ensuite été tués ; ils sont appelés dès lors martyrs de Najran. Des inscriptions documentées par Yusuf lui-même montrent la grande fierté qu'il a exprimée après avoir massacré ces chrétiens à Zafar et à Najran. L'histoire de ce massacre est racontée dans la sourate Al-Buruj du Coran ainsi que dans différents hadîths.

## Conversion forcée dans le catholicisme

### Enlèvement d'enfants et position des papes

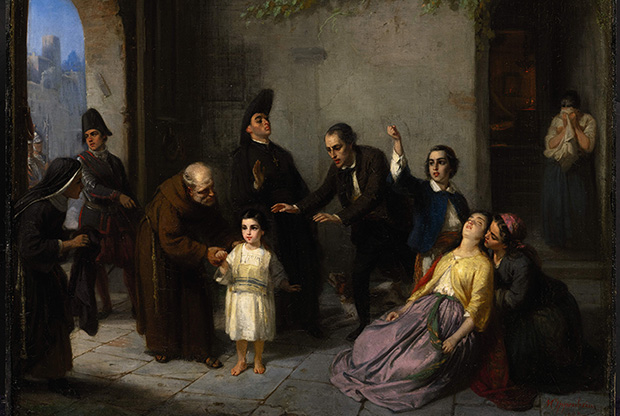
L'Enlèvement d'Edgardo Mortara par Moritz-Daniel Oppenheim, 1862/

Les enlèvements d'enfants non chrétiens trouvent leur source dans les décisions du quatrième concile de Tolède (633), dont le corpus de droit canonique reconnaissait à l'Église le droit « d'arracher à des familles non chrétiennes des enfants oblats, offerts à l'Église en état d'inconscience invitis parentibus, c'est-à-dire sans l'accord explicite des parents ; il suffisait qu'un chrétien affirmât les avoir baptisés ». Voir infra.
Le théologien Thomas d'Aquin considérait au XIIIe siècle que les baptêmes d'enfants juifs n'ayant pas encore l'âge de raison et contre les souhaits de leurs parents sont « contraires aux ressources naturelles de la justice » (Summa Theologiae II-II, 10, 12).
Les papes s'opposèrent souvent sur les interprétations de cette question : au XIIIe siècle, Innocent IV interdit le baptême des enfants de moins de douze ans sans le consentement des parents ; Boniface VIII désapprouva le baptême par traîtrise d'enfants juifs mais considéra qu'il demeurait valide en tous les cas ; au XVe siècle, le prélat Martin V fixa la limite d'âge à 12 ans ; en 1740, Benoît XIV considéra que l'enfant baptisé pouvait être laissé aux parents si ceux-ci s'engageaient à le rendre quand il aurait atteint l'âge convenable de sept ans (et non plus douze) et à condition de ne rien lui enseigner contre la foi catholique ; en 1764, Clément XIII déclara nul un tel baptême et menaça de châtiments celui qui tenterait de baptiser par traîtrise à un enfant juif qui devait être ramené chez des siens,.
Néanmoins, les baptêmes subreptices ou forcés continuèrent et restait valable l'édit de 1682, rendu contre les protestants et les Juifs, ordonnant d'élever leurs enfants illégitimes dans la religion catholique.
« Au XVIe siècle, se développa aussi une croyance populaire prétendant que le baptême d'un juif procurait des indulgences » ; cette rumeur fut encore invoquée en guise de justification au XIXe siècle,.

### Durant les siècles de l'Inquisition

#### À l'égard des Juifs

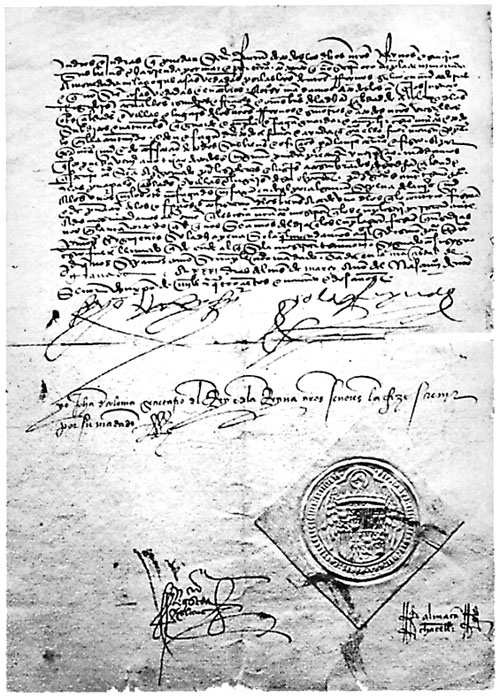
Décret de l'Alhambra après lequel les Juifs d'Espagne durent se convertir ou quitter leur pays (1492).

À la suite de la Reconquista en Espagne, à la fin du XVe siècle, les Juifs et les musulmans se virent dans l'obligation de se convertir au catholicisme sous peine d'être jetés au bûcher : « le baptême ou la mort », disait-on. Parmi les conversos juifs, nombreux furent ceux qui continuèrent à pratiquer leur religion en secret. Surnommés péjorativement les « marranes » (ce qui signifie « porcs »), ils furent persécutés par l'Inquisition.
Le dominicain Vincent Ferrier dont la devise était « Le baptême ou la mort » est connu pour avoir pu convertir sans utiliser la force des dizaines milliers de Juifs,, et des milliers de Maures qui échappaient ainsi aux fourches de l'Inquisition, aux XIVe – XVe siècles,. Dans ses sermons des années 1410, il aborde la conversion forcée de manière subtile : « l’idée suggérée est qu’on peut être amené à faire le bien des juifs à leur corps défendant ; ils peuvent manifester leur refus de se faire baptiser, mais ils ne savent pas ce qui est bon pour eux et de ce fait, les baptiser de force ne serait pas vraiment un mal. La documentation atteste que les propos de Vincent Ferrier étaient pris par certains au pied de la lettre ». Ferrier est également à l'origine de la conversion de la grande synagogue de Tolède en église Santa Maria la Blanca,,,.
Au moment de l'expulsion des Juifs d'Espagne en 1492, nombre d'entre eux préférèrent se convertir plutôt que quitter leur patrie natale et errer sur les routes incertaines « dans la détresse et la confusion »,. L'histoire se répéta avec leur expulsion du royaume du Portugal en 1497 et encore à d'autres moments de l'Histoire, qui ignoraient la tolérance religieuse. En avril 1506, Le massacre de Lisbonne eut lieu au Portugal, où durant trois jours, des milliers de Juifs récemment convertis de force au catholicisme, soit « nouveaux chrétiens » ou conversos, furent traqués, torturés, violés et assassinés par la foule, sous la conduite des Dominicains. Le bilan de ce massacre est d'environ 2 000 morts. Les Dominicains coupables sont chassés de leur ordre, condamnés à mort et exécutés.
Dans la diaspora juive qui a donc connu d'innombrables conversions à la religion dominante des États où les Juifs habitaient et où ils se réfugiaient, principalement le catholicisme (mais également l'islam), souvent quand le seul choix était le baptême pour échapper à une vie de persécutions, à l'expulsion ou à la mort, on appellera :
- les Juifs convertis, des « nouveaux chrétiens » ou des conversos ;
- les Juifs convertis de force, des anoussim ;
- les Juifs convertis de force mais pratiquant secrètement le judaïsme dans le monde sépharade (issus de la péninsule ibérique), des marranes ; ailleurs, des crypto-juifs[33],[34].

#### À l'égard des musulmans

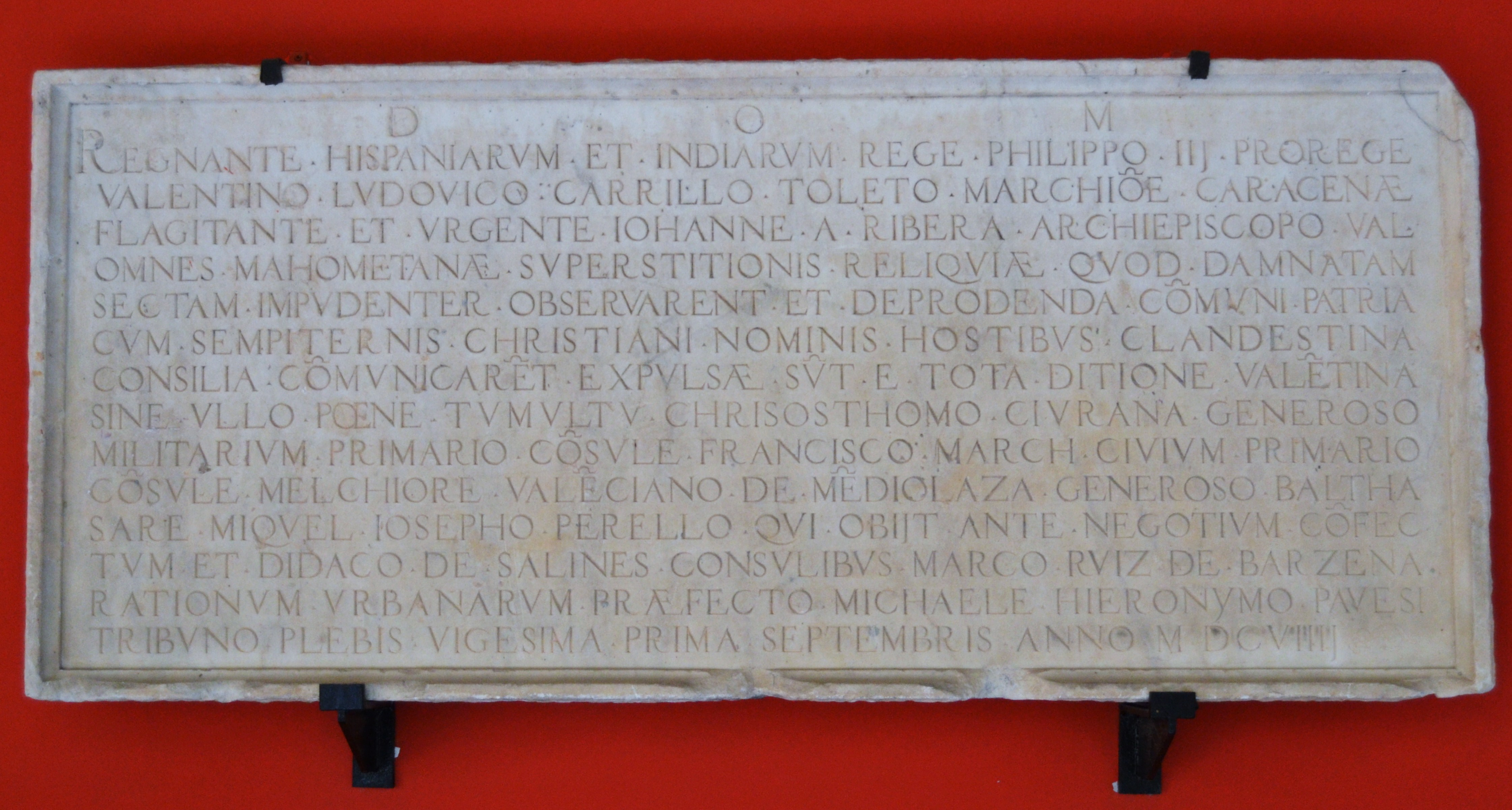
Plaque commémorative de l'expulsion des Maures, 1609

Après la Reconquista, les musulmans installés sur la péninsule Ibérique — appelée Al-Andalus par eux — depuis la conquête ommeyyade de l'Hispanie au VIIIe siècle, sont également victimes d'une série d'édits interdisant l'islam en terres d'Espagne, au début du XVIe siècle. Des conversions forcées se déroulent à des moments différents dans chacun des royaumes espagnols : de 1500 à 1502 en Castille, de 1515 à 1516 en Navarre, puis de 1523 à 1526 en Aragon.

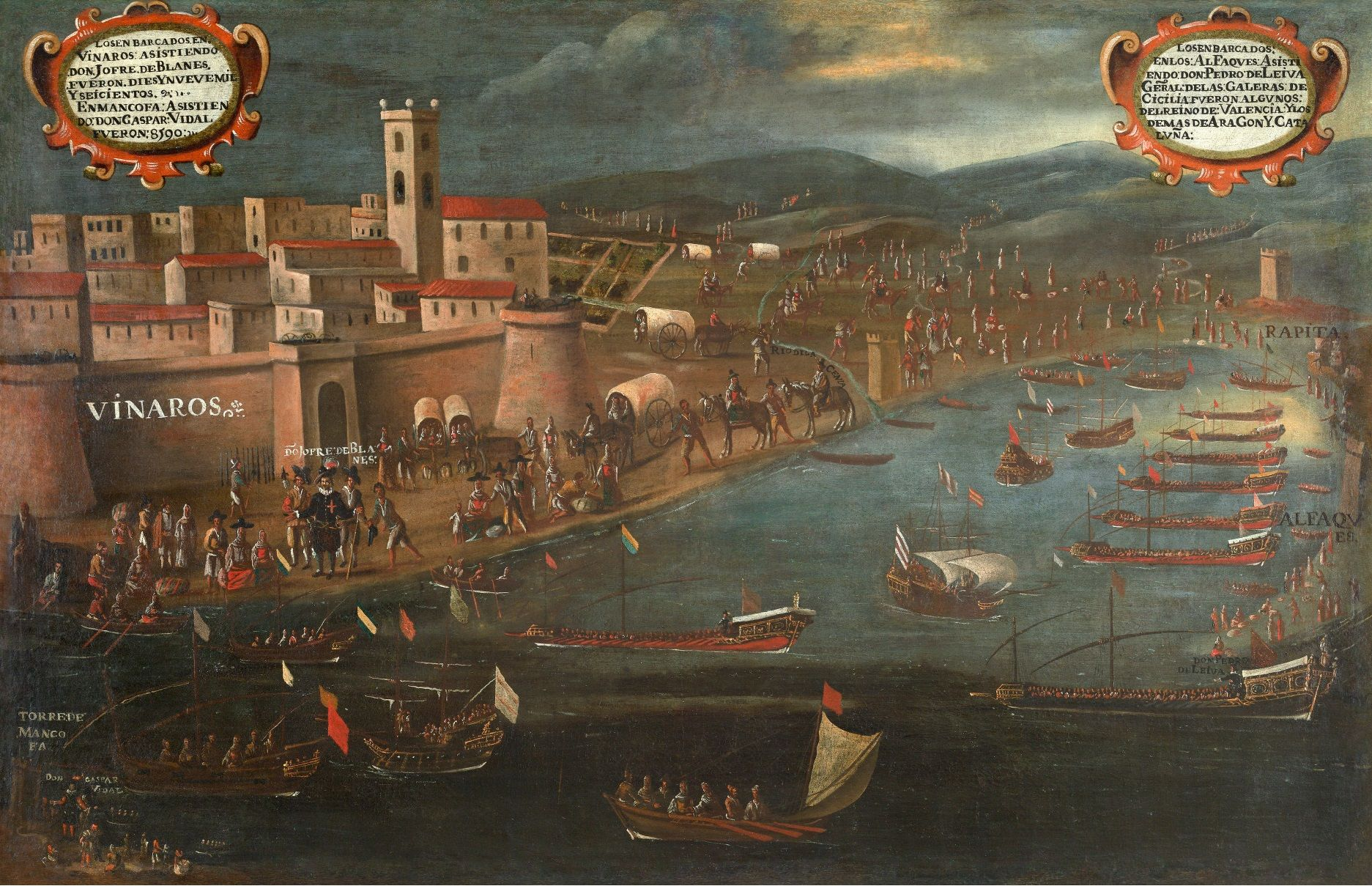
L'Expulsió al Port de Vinaros. : L'expulsion des Maures vers le port de Vinaros par Pere Oromig y Francisco Peralta, 1613

Les premières conversions de musulmans espagnols, sur fond de rébellion, ont lieu sous une contrainte violente, à l'instigation du cardinal Cisneros, archevêque de Tolède, arrivé à Grenade en 1499, malgré le traité de Grenade qui garantit la liberté de culte aux musulmans. Selon sa missive au pape, il n'y aurait plus que des chrétiens dans la ville en janvier 1500. Parmi les musulmans de Navarre, certains restent sur place et prospèrent mais la majorité s'enfuit en Afrique du Nord, en 1516. Les musulmans de la couronne d'Aragon s'échappent en France pour gagner également l'Afrique du Nord musulmane, en 1526, tandis que d'autres sont massacrés quand ils se rebellent.
Comme avec les Juifs, les mosquées sont démolies, les prénoms et noms de famille sont changés, et la religion musulmane n'est plus pratiquée que dans le secret (crypto-islamisme). Les descendants des musulmans convertis de force qui continuent secrètement pratiquer à l'islam s'appellent les Morisques.

#### À l'égard des protestants
Les protestants ont le même baptême que les catholiques et souscrivent aux mêmes confessions de foi anciennes, dites symboles œcuméniques. Il ne devrait donc pas être question de conversion entre ces deux courants du christianisme. Toutefois, l’Église catholique ayant adopté le point de vue que le protestantisme est une hérésie, elle a considéré comme nécessaire d'obtenir leur conversion, le même langage étant dès lors appliqué aux protestants qu'aux non-chrétiens, témoin la « Prière pour la conversion des hérétiques, des infidèles et de tous les pécheurs » de Félix Dupanloup (1802-1878) ou encore la « Prière de Conversion des Protestants au Catholicisme » due à la plume de Paul Pellisson-Fontanier (1624-1693), académicien protestant qui abjura en 1670 pour un bénéfice ecclésiastique et une place d'historiographe de Louis XIV. Tandis que Bossuet s’est employé à prêcher la "conversion" des protestants, obtenant par exemple l’adhésion au catholicisme de Turenne à la fin de sa vie, la politique royale repose quant à elle sur la conversion forcée.

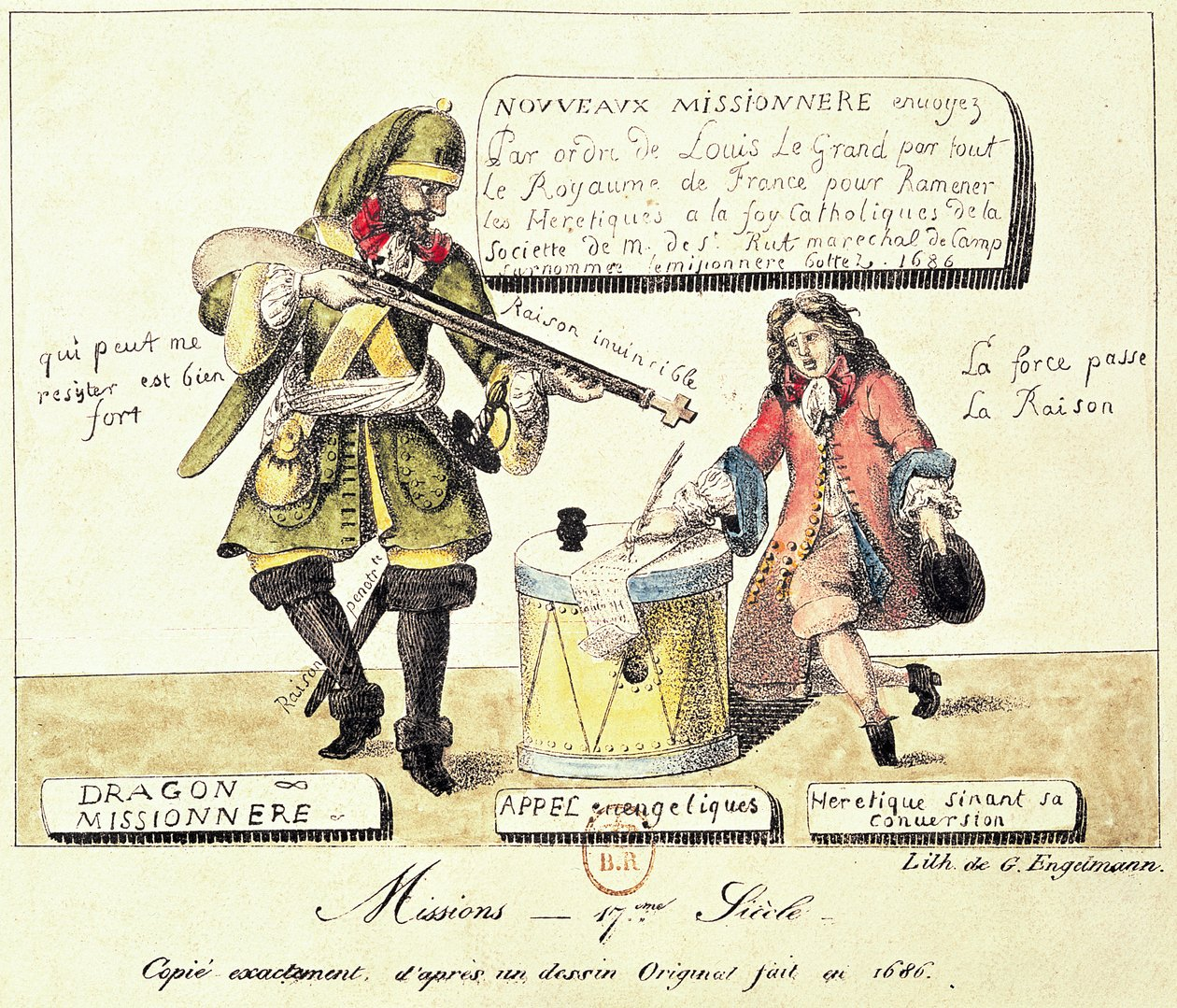
Dessin de 1868 représentant les dragonnades. L'épée du soldat porte la légende "raison pénétrante" et son fusil "raison invincible".

En France, à partir des années 1656-1661, la politique de Louis XIV cherche à réduire le particularisme protestant d'abord par toute une série de mesures visant à entraver le libre exercice du culte protestant tel qu'il était garanti par l'Édit de Nantes, puis, à partir de 1680, par une politique de conversions forcées soutenue par les dragonnades, logement forcé de troupes chez l'habitant, accompagné de violences et de tortures que les victimes peuvent faire cesser instantanément en abjurant le protestantisme. Cette politique culmine en 1685 avec l'Édit de Fontainebleau qui révoque l'Édit de Nantes, puisque comme le précise le préambule de cet édit de révocation, « la meilleure et la plus grande partie de nos sujets de la R.P.R. ont embrassé la catholique ».
Si les dragonnades sont un moyen terriblement efficace de briser la résistance des familles protestantes, un autre moyen est utilisé pour les plus « obstinées » : l'enlèvement de leurs enfants pour les placer dans des institutions catholiques, une politique qui dure du XVIIe siècle au milieu du XVIIIe siècle dans l'ensemble des régions où l'on trouve des communautés protestantes : Dauphiné, Languedoc, Sud-Ouest, Charentes, Poitou, Normandie et Paris. Ainsi, en Normandie, ce sont 2 329 enfants qui sont enlevés à leurs familles entre 1686 et 1689. Cette politique est au nombre des causes de la révolte des Camisards en 1702,.

### DuXIXesiècleau concile Vatican II
Au XIXe siècle, l'Église catholique eut à redéfinir la validité du baptême administré sous la contrainte ou sans l'accord de la famille, dans le cadre des affaires Montel et Mortara impliquant des membres de l'Église jusqu'au plus haut ministère, après celles où étaient impliqués les frères Ratisbonne, en France ou la congrégation de Notre-Dame-de-Sion fondée en 1843 et la Sainte Union,,. Le mathématicien Orly Terquem indique en 1845 que le père Théodore Ratisbonne qui est « […] travaillé d’une maladie qu’on peut appeler la baptisalgie, serait prêt à arroser d’eau lustrale tout un cimetière d’Israélites ».
Au XXe siècle, une situation analogue aux affaires Montel et Mortara se présenta au lendemain de la Shoah avec l'affaire Finaly. Il s'agit à chaque fois d'enfants juifs convertis au catholicisme à l'insu de leurs parents, qui devaient être, selon l'Église, ou étaient dans la pratique retirés à leur famille ou éloignés d'elle pour être élevés dans la foi chrétienne. Dans l'affaire Mortara, l'enfant est devenu prêtre catholique.
Après la Seconde Guerre mondiale, l'affaire Finaly provoque une sorte « d'électrochoc » dans la congrégation de Notre-Dame de Sion, selon le mot de Mère Marie Félix, alors supérieure générale, et l’aide à lui faire prendre un tournant radical dans son attitude vis-à-vis du peuple juif malgré la lettre du pape Pie XII du 20 novembre 1946 qui montre qu'il a ordonné que les bébés juifs baptisés pendant la Shoah ne soient pas rendus à leurs parents afin qu'ils demeurent chrétiens. La vocation de la Congrégation évolue alors, à la suite du concile Vatican II et de la déclaration Nostra Ætate.

### Depuis le concile VaticanII
Après la Seconde Guerre mondiale et la tragédie de la Shoah, l'Église catholique reconnaît que les interprétations chrétiennes de la religion juive ont débouché sur ce que l'historien juif Jules Isaac appelait « L'enseignement du mépris », base de l'antijudaïsme de l'Église. Il est fondé sur l'argument : « Ils ont rejeté le Christ, ils ne l'ont pas reconnu comme Messie. Le pape Jean XXIII eut un entretien privé avec Jules Isaac en 1960 qui déboucha sur la déclaration Nostra Ætate à la fin du concile Vatican II (1965), portant sur les relations de l'Église avec les religions non chrétiennes. L'enseignement de l'Église est ainsi passé de la conversion forcée au non-mandat d'évangélisation vis-à-vis des juifs,.
Depuis la seconde moitié du XXe siècle, l'Église catholique impliquée dans plusieurs affaires d'orphelins juifs (en) ou d'enfants cachés baptisés de force ne reconnaît plus ce type de conversion forcée. Ce sacrement n'a de valeur que s'il est choisi librement, soit par le baptisé lui-même s'il est majeur, soit à la demande des parents dans le cas d'un mineur. Partant, une association ayant enquêté des décennies sur la controverse de ces orphelins a exigé que le pape Benoît XVI agisse pour révéler les « enfants juifs cachés » de la Shoah.

## Conversion forcée dans l'islam
Bien que le verset coranique indique « Nulle contrainte en religion », dès l'avènement de l'islam, Mahomet donne à choisir aux tribus juives de Médine entre la conversion et l'exil puis entre la conversion ou la mort.
Dans les pays de l'islam, les habitants non musulmans appelés « gens du Livre » — soit les Juifs et les chrétiens — furent souvent obligés de se convertir à l'islam pour éviter, dans le meilleur des cas, les persécutions vécues par les dhimmis en terres musulmanes, ces « protégés » soumis, devant payer une taxe (la djizia) et souvent humiliés, malmenés et sans recours,. Lors des conquêtes musulmanes, les membres des autres religions ne pouvaient choisir qu'entre la mort, l'islam ou l'esclavage, les deux derniers étant souvent liés.
Au IXe siècle, la population samaritaine de Palestine est victime de persécutions et de tentatives de conversion forcée de la part du chef rebelle Ibn Firāsa, contre lequel elle est défendue par les troupes califales abbassides.
En 1076, le chef almoravide Abou Bahr s'empare et pille la capitale du Ghâna, Koumbi Saleh, dépôt de sel et d'or ; les Soninkés sont convertis de force à l'islam et payent un tribut.

### Sous les Almohades
Des conversions forcées ont lieu également au XIIe siècle sous la dynastie des Almohades d'Afrique du Nord et d'Andalousie, qui supprime le statut de dhimma des Juifs et des chrétiens (gens du Livre) et leur donne le choix entre la conversion, l'exil et la mort. Les chrétiens choisissent généralement de s'installer dans les principautés chrétiennes du nord de la péninsule, tandis que les Juifs préfèrent rester pour conserver leurs propriétés et ne pas abandonner leur pays. Beaucoup d'entre eux feignent de se convertir à l'islam, tout en poursuivant leurs pratiques religieuses dans le secret (crypto-judaïsme). Pendant la persécution almohade, le philosophe juif Maïmonide écrit son Épître sur l'apostasie dans laquelle il permettait aux Juifs de feindre l'apostasie sous la contrainte, tout en recommandant fortement de quitter le pays à la place. Il y a un différend parmi les savants quant à savoir si Maimonide lui-même ait dû se convertir à l'islam afin de s'échapper librement du territoire almohade, pour se reconvertir au judaïsme au Levant ou en Égypte. Il est plus tard dénoncé comme apostat et jugé dans un tribunal islamique.
Ainsi, l'historien égyptien Ibn al Qifti au XIIIe siècle, qui cite Maïmonide dans son livre Ta'rij al-hukamà , indique :

« Quant à Abd al-Mu'min ibn Alï al-Qûmi, le berbère qui conquit le Maghreb, il décréta, dans le pays où il régnait, l'expulsion des juifs et des chrétiens ; il leur fixa des délais et précisa que ceux qui se convertiraient à l'Islam pourraient conserver leurs moyens de subsistance, où qu'ils résidassent. Mais ceux qui continueraient à pratiquer la religion de leur communauté devraient, soit quitter le pays avant le terme fixé, soit, passé ce délai, devenir sujets du sultan, exposés à la mort et à la perte de leurs biens. (…) Au moment de la promulgation de ce décret, ceux qui avaient peu de biens et une petite famille, partirent, mais ceux qui avaient de grandes possessions et ne voulaient pas se séparer de leur famille firent mine de se convertir à l'Islam et dissimulèrent leur condition d'infidèles,. »

### Dans l'Empire ottoman

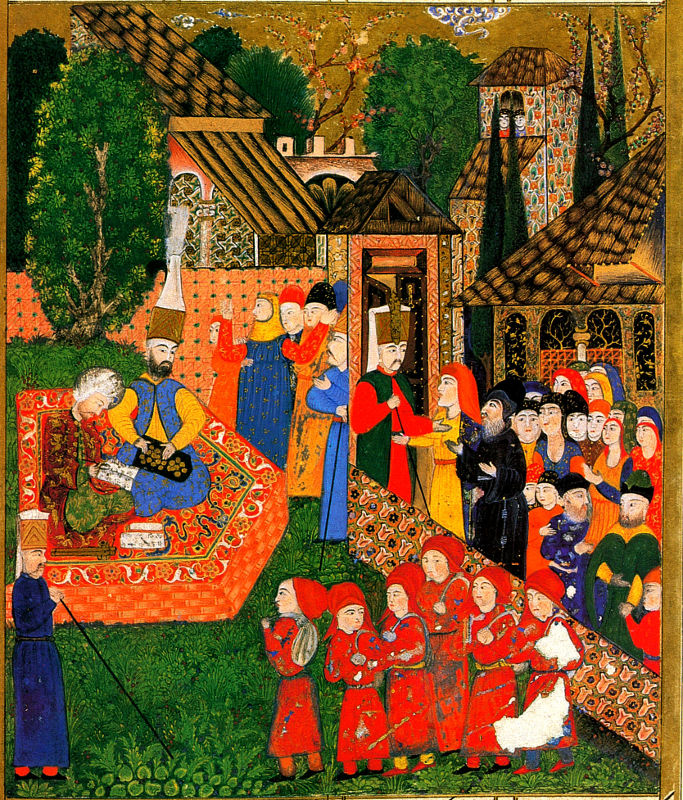
Devchirmé en Bulgarie, miniature du 1558

À partir du XIVe siècle av. J.-C. et jusqu'au XIXe siècle, les Turcs prélèvent régulièrement en pays conquis de jeunes enfants chrétiens des Balkans et d'Anatolie. Le Devchirmé (« ramassage », tribut du sang) a lieu en général annuellement selon le besoin de l'Empire ; on estime que pour chaque passage, 1 000 à 3 000 jeunes chrétiens sont enlevés puis devenus esclaves, emmenés à Constantinople, placés dans des familles turques, ils commencent leur « noviciat » qui les transforme en Turcs, convertis de force en musulmans, puis affectés à des fonctions civiles ou militaires, notamment experts de la guerre dans le corps d'élite d'infanterie des janissaires,. Le taux de mortalité des enfants esclaves est très important mais certains accèdent aux plus hautes charges de l'administration impériale. Entre les XIVe et XVIIe siècles, en Europe, de 300 à 500 000 enfants chrétiens (serbes, grecs, bulgares, albanais, croates et hongrois) auraient été pris dans le système du Devchirmé.

### Autres
À la fin du XIIIe siècle, Nowruz, l'émir mongol de Perse, rend l'islam obligatoire, interdit toutes les autres religions. Les églises chrétiennes, les synagogues et les pagodes bouddhistes sont détruites et incendiées, les prêtres tués. Toute la population est obligée de porter le turban.
Une autre des occurrences notables de conversion forcée à l'islam eut lieu lors des événements sanglants de Allahdad (la Justice divine) en 1839 pour plus de 400 Juifs de Mechhed, dans la région du Grand Khorassan en Iran, auxquels on ne laissa aucun choix, après le meurtre ou le viol de leurs coreligionnaires et le pillage ou l'incendie de leur maison et des synagogues, et qui devinrent des crypto-juifs pendant plus d'un siècle avant d'émigrer pour fuir une constante hostilité,,.
En 1832, le prince kurde du Botan (sous autorité ottomane), Bedirxan Beg, lance une campagne d'islamisation des Yézidis (relevant d'une religion monothéiste) en envahissant la région de Sheikhan, peuplée par des Yézidis. 12 000 d'entre eux sont massacrés en tentant de s'enfuir pour éviter la conversion. En 1844, Bedirxan Beg devenu indépendant lance une nouvelle campagne contre les Yézidis, cette fois dans la région de Tur Abdin. Ceux qui refusent de se convertir à l'islam sont emprisonnés ou massacrés. Sept villages de la région acceptent de se convertir pour survivre. En 1892, le sultan ottoman Abdülhamid II décide de « redresser leurs croyances » pour les convertir à l'islam sunnite. L'armée ottomane de Ferik Ömer Vehbi Pacha ravage les villages yézidis et détruit le sanctuaire de Lalis.

### De nos jours
Les massacres de Sinjar sont une série de tueries commises en août 2014 pendant la seconde guerre civile irakienne par les troupes de l'État islamique encore contre les populations yézidies. Lors de cette offensive, les hommes adultes sont exécutés par les djihadistes tandis que des milliers de femmes et d'enfants sont enlevés et convertis de force à l'islam pour une large part d'entre-eux. Les femmes et les jeunes filles sont vendues et réduites à l'esclavage sexuel, tandis que les jeunes garçons sont enrôlés comme enfants soldats.
Au Pakistan, au cours des années 2010, les minorités chrétienne et hindoue font état de l'enlèvement, du viol puis de la conversion et du mariage forcés de plus de mille jeunes femmes, souvent mineures, par an,,,,.